# Municipio de Center (condado de Hodgeman)
El municipio de Center (en inglés: Center Township) es un municipio ubicado en el condado de Hodgeman en el estado estadounidense de Kansas. En el año 2010 tenía una población de 1085 habitantes y una densidad poblacional de 2,9 personas por km².

## Geografía
El municipio de Center se encuentra ubicado en las coordenadas 38°5′15″N 99°53′58″O / 38.08750, -99.89944. Según la Oficina del Censo de los Estados Unidos, el municipio tiene una superficie total de 373.93 km², de la cual 373,75 km² corresponden a tierra firme y (0,05 %) 0,18 km² es agua.

## Demografía
Según el censo de 2010, había 1085 personas residiendo en el municipio de Center. La densidad de población era de 2,9 hab./km². De los 1085 habitantes, el municipio de Center estaba compuesto por el 94,84 % blancos, el 0,65 % eran afroamericanos, el 0,18 % eran amerindios, el 0,65 % eran asiáticos, el 2,3 % eran de otras razas y el 1,38 % eran de una mezcla de razas. Del total de la población el 5,16 % eran hispanos o latinos de cualquier raza.